# Öllingen
Öllingen là một thị xã nằm ở huyện Alb-Donau, thuộc bang Baden-Württemberg, Đức.